# Гордон, Кайде
Кайде Гордон (англ. Kaide Gordon; родился 5 октября 2004) — английский футболист, полузащитник клуба «Ливерпуль», выступающий на правах аренды за «Портсмут».

## Клубная карьера
Уроженец Дерби, Гордон начал футбольную карьеру в академии местного «Дерби Каунти» в 2013 году. 29 декабря 2020 года дебютировал в основном составе «Дерби Каунти» в матче Чемпионшипа против «Бирмингем Сити».
5 февраля 2021 года 16-летний Гордон перешёл в «Ливерпуль». 21 сентября 2021 года дебютировал в основном составе «Ливерпуля» в матче Кубка Английской футбольной лиги против «Норвич Сити» . 9 января 2022 года в матче Кубка Англии против «Шрусбери Таун» Гордон забил свой первый гол за «красных», став самым юным автором гола «Ливерпуля» в этом турнире.  16 января 2022 года дебютировал в Премьер-лиге, выйдя на замену в матче против «Брентфорда».

## Карьера в сборной
Выступал за сборные Англии до 16 и до 18 лет.